# Съвещателно събрание на ВМОРО
Съвещателното събрание на десницата във Вътрешната македоно-одринска революционна организация се провежда в София между 17 декември 1906 година и 15 януари 1907 година. Съвещанието е следствие на проваления от левицата във ВМОРО (дейците на Серския и Струмишкия революционен окръг) предвиден общ конгрес на организацията. Мнозинството от 23-ма делегати се конституира като Съвещателно събрание в София.

## Предистория
На Рилския конгрес в 1905 година е взето решение следващият общ конгрес да се проведе до една година, тоест есента на 1906 година, тъй като мандатите на членовете на Централния комитет, Задграничното представителство, Финансово-контролната ревизионна комисия и общите ревизьори са едногодишни.
В началото на 1906 революционните окръзи провеждат околийски конгреси. През юни ЦК изпраща подканване за окръжни конгреси и Скопският, Серският, Струмишкият и Одринският окръг провеждат своите - Скопският конгрес през юни - юли, Серският - през юли, а по-късно и Струмишкият и Одринският. След втора покана от ЦК предадена от специалния пратеник Вангел Григоров през октомври е проведен конгресът на Солунския, а след него и конгресът на Битолския окръг.
Между революционните окръзи се появяват спорове относно мястото на бъдещия конгрес. ЦК предлага декември в София, но така наречената левица – ръководителите на Серски и Струмишки окръг смятат, че конгресът трябва да е във вътрешността. Серчани предлагат Пирин, но не дават гаранции за сигурността на делегатите. Делегатите от шестте окръга пристигат в София и на 13 декември е проведено първото предварително заседание.

## Предварителни заседания и провал на конгреса
Избраните делегати са 51 – 12 от Битолския, по 8 от Скопския, Серския, Солунски и Одринския и 7 от Струмишкия окръг. На практика обаче делегатите са 48, защото тримата членове на Централния комитет Дамян Груев, Пере Тошев и Евтим Спространов са избрани от по два окръга. От тези 48 делегати в София не пристигат по различни причини 9 делегати, между които и членът на Централния комитет Дамян Груев – убит на път за конгреса.
На първото (13), второто (15) и третото (17 декември) предварително заседание се развихрят ожесточени спорове за мястото на конгреса, в резултат на което още двама делегати напускат София и се връщат в Османската империя и делегатите остават 37. На практика споровете за мястото са външен израз на появяващите се различия между левицата (Серски и Струмишки окръг) и десницата в организацията относно отношението към България, начинът на издръжка и управление на организацията.
На 24 декември Задграничните представители Димитър Стефанов и Петър Попарсов решават да свикат конгреса на 29 декември в Рилския манастир. Но всички 7 делегати на Серския окръг - Яне Сандански, Чудомир Кантарджиев, Стойо Хаджиев, Пере Тошев (делегат и от Битолския окръг), Петър Попарсов, Димитър Стефанов и Кръстьо Българията и 5 от Струмишкия, Скопския и Солунския - Христо Чернопеев (Струмишки), Петър Ангелов (Скопски), Григор Василев (Скопски) и Александър Станоев (Солунски) напускат София. Напускат без да участват в споровете и Лазар Маджаров и Гьорче Петров.
На 2 януари в София се събират останалите 23 делегати: Картагенски (псевдоним на неизвестен делегат), Лука Джеров, Аргир Манасиев, Иван Гарванов, Тодор Златков, Петко Пенчев, Тодор Оровчанов, Бойко Чавдаров, Евтим Спространов (с псевдоним Кирил), Христо Татарчев, Гьошо Илиев, Мише Развигоров, Христо Матов, Георги Попхристов, Климент Шапкарев (с псевдоним Август), Борис Сарафов, Михаил Дорев, Ефрем Чучков, Викентий Попанастасов, Иван Илиев, Димитър Занешев, Тодор Александров и Михаил Герджиков.
Тъй като според допълнителните обяснения на Циркуляр №2 към член 149 от действащия Правилник на ВМОРО 40 души е минимумът делегати за свикването на конгрес, 23-мата делегати се конституират като „Съвещателно събрание“.

## „Изложение“
На 4 януари делегатите се събират отново и решават да подготвят „Изложение“, което да опише състоянието на революционното дело. Документът се подготвя от Петко Пенчев, Христо Матов и Лука Джеров. На 14 и 15 януари делегатите заседават отново и разглеждат всички важни наложителни въпроси за организацията, като взетите решения не са задължителни, а подлежат на обсъждаене и приемане от местните комитети. На 15 е прието „Изложение от болшинството делегати на Общия конгрес на организация“, което е адресирано до „другарите членове на околийските и окръжни комитети“.
В първата част на документа се излагат причините за провала на конгреса и се критикуват позициите на серчани. Депутатите отбелязват, че идейните различия на двете течения „не могат да послужат за достатъчно основание на едно отцепване“.
Четирите основни точки са бъдещата дейност на ВМОРО, материалната ѝ издръжка, отношенията с България и последно обсъждане на организационното управление и правилници към момента. Съвещателното събрание отхвърля еволюционната тактика за културно-икономическа борба, а залага на чисто революционната. Предвидено е да се засилят действията срещу чуждите пропаганди, разбойнически чети и видни политически фигури. Организацията възприема самофинансирането за основен метод за набиране на средства, но и да приема средства от България. Още по отношение на България организацията трябва да внимава да не компрометира самостоятелността си, но да възприема княжеството като приятелска страна. По последната точка намира изработените на Рилския конгрес на ВМОРО правилници за непрактични и неприложими, но оставя те да бъдат редактирани в бъдещето.
Сред взетите решения са назначаването на ново Задгранично представителство на ВМОРО в състав Христо Матов, Иван Гарванов и Борис Сарафов, отговарящи съответно за приелите решенията на събранието Скопски, Солунски и Битолски революционни окръзи.
- Изложението от 15 януари 1907 г.

## Последици
Съвместната работа на Христо Матов и Борис Сарафов прекратяват делението между централистите и сарафистите в Битолския и Солунския окръг. Окончателното разцепление във ВМОРО обаче става факт. Дейците на Сярската група приемат за нелегитимни срещите на десницата и подготвят убийството на ръководителите ѝ, а Пере Тошев и Гьорче Петров се оттеглят от революционното движение. В края на 1907 година Борис Сарафов и Иван Гарванов са убити от Тодор Паница по нареждане на Яне Сандански, след което десните лидери свикват Кюстендилския конгрес на ВМОРО.